# Fiat Pulse
O Fiat Pulse é um SUV crossover compacto (segmento B) produzido pela Fiat principalmente para o mercado sul-americano. 

## História
Revelado como um modelo sem nome em maio de 2021 no Brasil, seu nome foi anunciado posteriormente em junho de 2021, depois que três opções foram oferecidas ao público, que são Pulse, Tuo e Domo. Desenvolvido sob o codinome "Projeto 363", o veículo é construído na plataforma MLA que, por sua vez, é baseada em uma plataforma aprimorada usada pelo hatchback da Argo. Ele começou a ser vendido no Brasil em outubro de 2021 junto com outros países sul-americanos.
Em uma estratégia inédita na indústria automotiva nacional, a Fiat engajou milhares de pessoas em uma votação aberta para nomear o seu novo modelo. Com 65% da preferência do público, Pulse levou a melhor. Não é por menos, já que a nomenclatura permite inúmeras associações, têm energia, movimento e é conectado. Ele expressa a essência e a personalidade do veículo: um SUV com a alma da Fiat, mas que, ao mesmo tempo, possui o seu próprio ritmo.
Também está disponível como um modelo de maior desempenho conhecido como Pulse Abarth e um SUV cupê derivado comercializado como Fiat Fastback desde 2022.

### Híbrido
Em novembro de 2024, foi lançado um modelo equipado com motor híbrido elétrico. Nomeado T200 Hybrid, também disponibilizado para o Fiat Fastback, iniciou a história dos primeiros carros híbridos flex produzidos pela Stellantis no Brasil. O sistema que conta com uma bateria de 12 Volts, trabalhando em conjunto com o motor 1.0 GSE T3 turbo flex de três cilindros, tem objetivo de reduzir emissões e melhorar o consumo de combustível na cidade em até 18,5%.

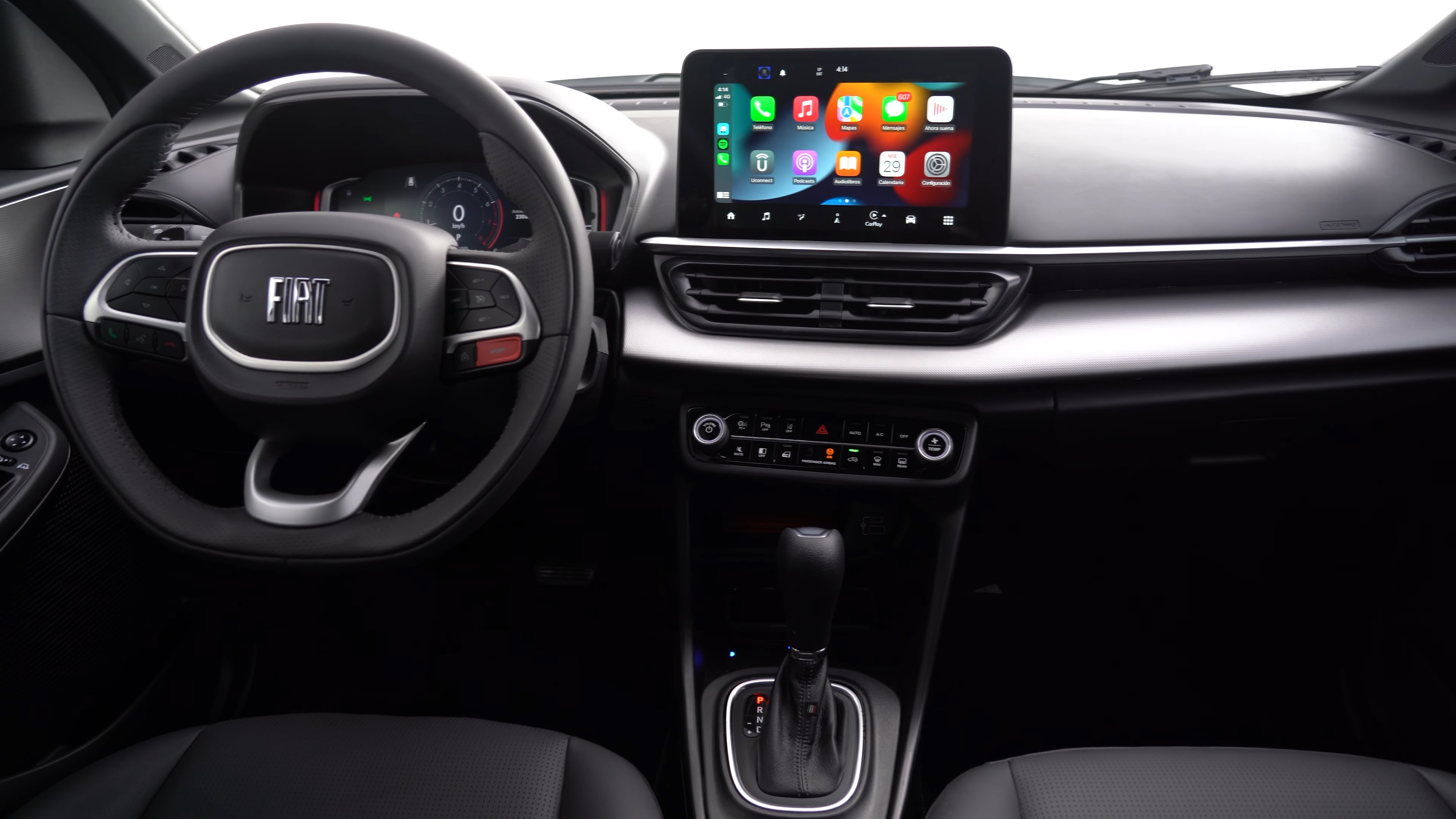
O interior do Fiat Pulse

## Fiat Fastback
O Fiat Fastback é uma variante SUV cupê do Pulse, que foi lançado em agosto de 2022. No Brasil, ele se posiciona como carro-chefe da Fiat apenas abaixo do importado Fiat 500e. Está disponível com os motores a gasolina 1.0 turbo e 1.3 turbo. O nome Fastback foi usado anteriormente para um SUV cupê conceitual baseado na Fiat Toro em 2018.
O modelo leva a mesma denominação do carro conceito apresentado no Salão do Automóvel de 2018, que serviu como inspiração e foi elogiado mundialmente por seu design que trazia a harmonização perfeita entre os desenhos de um SUV e um coupé. O nome Fastback faz referência direta a uma categoria super seleta de carros que têm em comum o desenho veloz e curvas dinâmicas da carroceria. 

## Premiações
- Carro do Ano 2022 – Carro do Ano (Autoesporte, 2021).[10]
- Motor do Ano abaixo de 2.000 cm³ – Carro do Ano (Autoesporte, 2021).
- Melhor Carro Nacional – Car Awards Brasil (CAR Magazine, 2021).[11]
- Melhor SUV Compacto/Pequeno – Carsughi L’Auto Preferita (Carsughi, 2021).[12]
- Destaque do Ano – Prêmio UOL Carros (UOL Carros, 2021).[13]
- Melhor SUV Compacto – Prêmio UOL Carros (UOL Carros, 2021).[14]
- 1º lugar na categoria Transportes – Prêmio Design MCB (Museu da Casa Brasileira, 2021).
- Medalha de Bronze em Design de Produto, subcategoria Transporte – Brasil Design Award (Abedesign, 2021).
- Melhor Design na categoria Produto Automóveis/Veículos (iF DESIGN AWARD, 2022).[15]